# Politický systém Švýcarska
Politický systém Švýcarska vycházející z federální ústavy a kantonálních ústav je zcela specifický.

## Obecná charakteristika
Švýcarsko je zemí s jedinečným historickým vývojem, který předurčil jeho zvláštní postavení v mezinárodním systému, zejména pak jeho neutrální status. Švýcarský ústavní a politický systém je často pokládán za příklad k následování. Důvodem tohoto vnímání může být dojem, že společenské vztahy jsou konstituovány na základě předstátního „čistého a přirozeného“ uspořádání (paradis perdu – ztraceného ráje). To je také jeden z důvodů, proč je švýcarský politický systém nejednoznačně zařaditelný, obecně se hovoří o demokracii sui generis.

### Dějinný vývoj
Švýcarský stát se do dnešní podoby formoval dlouhá staletí, v nichž bylo nutné bránit vnější hranice pro přežití, které mohlo být zajištěno jen spojením sil a dohodou. V roce 1291 zakládají tři původní „horské“ kantony Uri, Schwyz a Unterwalden tzv. Věčnou alianci, která plnila zmíněnou funkci obrany proti vnějšímu nebezpečí. Aliance se následně změnila v unitární stát jako důsledek vojenských úspěchů ve válkách se sousedními Burgundy a Italy. K rozšíření konfederace pak docházelo na základě bilaterálních a multilaterálních smluv s novými členy. Nebylo výjimkou, že přistoupení bylo vynucené po prohrané válce s konfederací. Významným mezníkem se stal rok 1648, kdy po vestfálském míru získává Švýcarsko plnou neutralitu na Německém císařství. Následný poměrně klidný vývoj byl zastaven až napoleonskými válkami v roce 1798. Jejich důsledkem byla oktrojovaná ústava, která zaváděla unitární strukturu státu – v této souvislosti se hovoří o tzv. Helvétské republice. Napoleonova ústavní reforma degradovala postavení kantonů na úroveň administrativních správních celků francouzských departementů. Tato státoprávní reforma vyvolala tak silný odpor, že již v roce 1803 bylo Švýcarsku umožněno obnovit konfederaci. Vídeňský kongres roku 1815 přinesl zemi neutralitu, kterou uznaly všechny velmoci a následovalo další územní rozšíření, když se k třinácti kantonům připojily další. Zápletku v polovině 19. století (1847) zinscenovaly tzv. katolické kantony, které se snažily odtrhnout od konfederace, v níž byla moc držená protestanty a vytvořily vlastní spolek – Sonderbund. Napětí mezi dvěma stranami přerostlo v krátkou občanskou válku, po jejímž skončení byla přijatá nová ústava v roce 1848. Jejím hlavním posláním bylo napříště zabránit válečnému řešení vnitřních sporů na základě kulturní, jazykové nebo náboženské rozdílnosti. Od přijetí ústavy (1848) došlo k její celkové revizi jen dvakrát, v roce 1874 bylo navýšení centrálních pravomocí kompenzováno zavedením fakultativního referenda o zákonech, v roce 1999 bylo posíleno postavení parlamentu vůči vládě. Naopak k novelizacím ústavy docházelo poměrně často (do roku 1995 to bylo 130 změn ústavy).

## Specifická charakteristika
Švýcarský politický systém se vyznačuje zejména:
- Suverenitou kantonů a silnými kompetencemi obcí [1] – kantonalismus jako pojem zvýrazňuje postavení jednotlivých jednotek konfederace a jejich důležitost zejména na morální úrovni před celkem – tj. unií (konfederací). Každý kanton má svou nezaměnitelnou identitu jazykovou a náboženskou. Lze říci, že kantonalismus nahradil federalismus, protože je důsledkem spolupráce (nikoli konfliktu) dvou patriotismů – švýcarského a kantonálního, kdy federalismus má jednoznačně ve vnímání obyvatel nižší význam. Švýcarsko tak není klasickou federací kantonů, ale konfederací etnik, katolické a protestantské komunity, stejně jako čtyř jazykových skupin (německé, francouzské, italské a rétorománské).
- Ochranou jazykových menšin – švýcarská ústava definuje národní jazyky – němčinu, francouzštinu, italštinu a rétorománštinu a oficiální jazyky pro konfederaci, kterými jsou jen první tři jmenované. Romanština se používá jako oficiální jazyk jen ve vztahu konfederace k občanům románské příslušnosti. Referendem v roce 1996 bylo přijato ustanovení, které hovoří o podpoře konfederace ve věci přijatých opatření kantonálními orgány v Graubünden a Tessin, týkajících se rozvoje rétorománského a italského jazyka.
- Ochranou náboženské identity – rozdílný vývoj kantonů byl nastoupen v roce 1520 podle toho zda přijaly či odmítly reformaci.
- Fragmentovaným stranickým systémem – důvodem roztříštěnosti stranického systému je významnější politický (stranický) život na úrovni kantonů než na federální rovině, kde jsou strany slabší.
- Tradicí politické a ekonomické spolupráce – jedná se o existenci konkordančních/konsociačních a korporatistických prvků v systému.
- Značným využíváním institutů přímé demokracie – četnost referend ve Švýcarsku dokládá jejich celkový počet, který je srovnatelný se sumou referend ve všech ostatních zemích světa [2]. Rozdíl je i v charakteru, zatímco v jiných státech je referendum doplňkovým institutem, ve Švýcarsku má konstitutivní charakter na politický systém a tím závazně ovlivňuje jeho funkci.
- Specifickým postavením v mezinárodním systému – neutralita je výjimečnou konstantou země, která v otázce vojenské obrany (občanské povinnosti výkonu vojenské služby) dává mírové až morálně-etické cíle. Armáda má větší rozsah pravomocí, připomíná spíše policii a její organizace je vystavěna na kantonální úrovni. Díky neutralitě bylo Švýcarsko uchráněno přímé vojenské akci v obou světových válkách. Svou neutralitu si občané střeží, přesto souhlasili se vstupem do různých organizací (např. OSN).
- Konkordanční formou demokracie – důsledkem je např. tzv. Kouzelná formule, podle které jsou rozdělena ministerská křesla ve Spolkové radě mezi čtyři nejsilnější politické strany v poměru 2:2:2:1, i když je v parlamentu přítomno více stran.

## Dělba moci

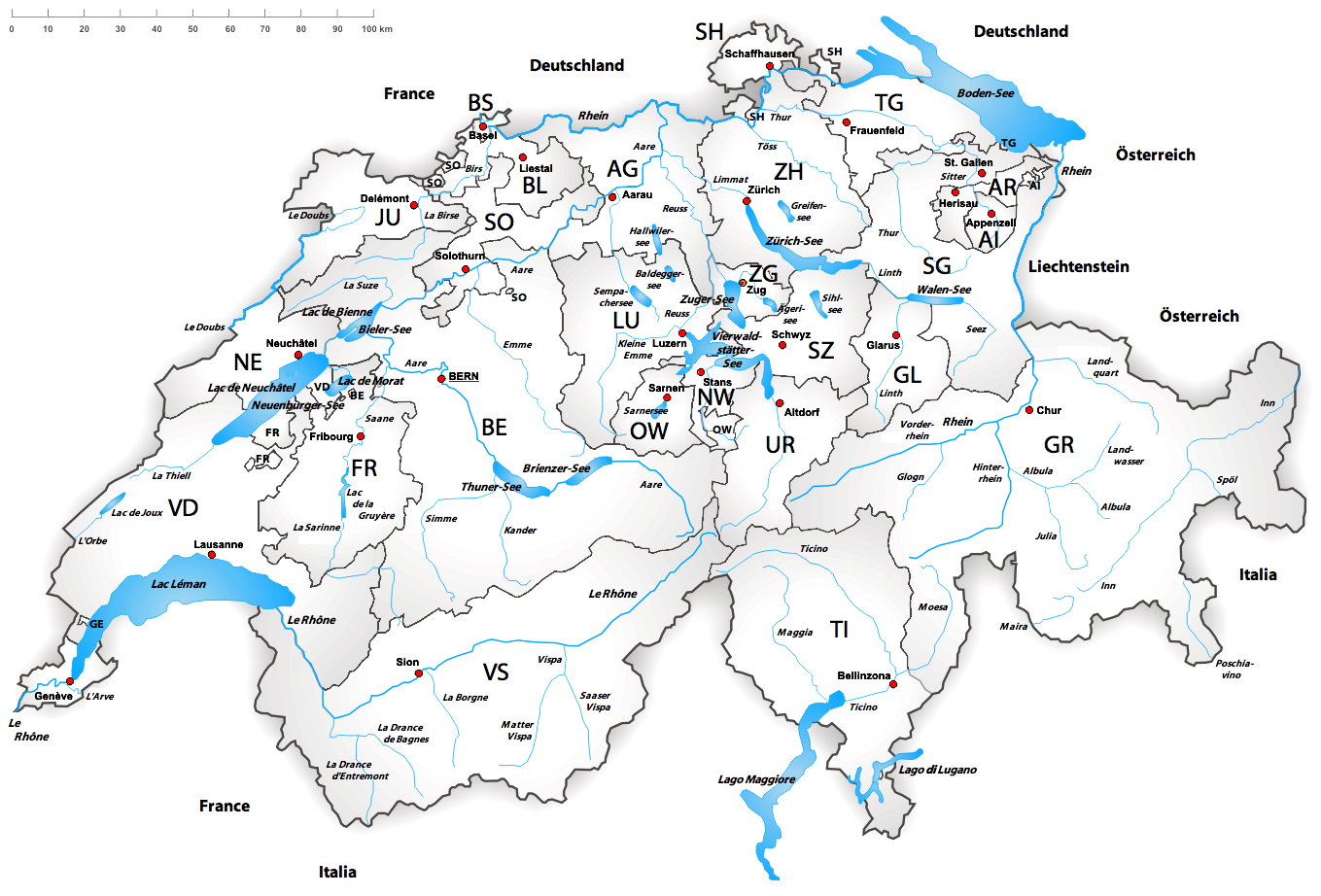
Kantonální rozdělení Švýcarska.

Změny ve švýcarské ústavě a fungování ústavních institucí znamenají z dnešního hlediska zařazení Švýcarska mezi federace, tj. mezi složené státy, v nichž drží plnou suverenitu federace jako celek. Přesto si kantony uchovávají relativně významné autonomní kompetence, např. právo vydávat zákony ve věcech, které nejsou v kompetenci federace. Postoupení pravomocí od kantonů k orgánům ústřední moci bylo zdlouhavé a postupné, avšak v období 1874–1987 se jednalo o přesun dvou třetin pravomocí směrem k centru. Federace tak mimo jiné získala kompetenci přerozdělovat státní rozpočet do rozpočtů kantonálních.
Základní dělbu moci lze zjednodušit takto:
- Federace spravuje kompetence v oblastech národní obrany, mezinárodních vztahů, zemědělství a sociálního zabezpečení.

- Kantony mají pravomoci v oblastech soudnictví, zdravotnictví, policie, vzdělání a výzkumu.

- Obce spravují oblasti životního prostředí, kultury a samosprávy.

Kantony se také podílí na tvorbě federálních rozhodnutí zejména prostřednictvím:
- svých zástupců v dvoukomorovém federálního parlamentu, zejména v Radě kantonů, která má rovnocenné postavení k Národní radě,

- možného zablokování federálního rozhodnutí vyvoláním legislativního referenda,

- vlastní zákonodárné iniciativy, kdy kanton navrhne federální zákon,

- konzultací s federálními orgány před přijetím federálních zákonů (k této praxi dochází u 90 % přijatých zákonů).

Kantony mají svou vlastní ústavu a zákonodárství. Rozdíly lze spatřovat např. ve formě vlády. V některých kantonech funguje parlamentní forma, v jiných zůstala tradiční forma obecných shromáždění – Landsgemeinden. Odlišný je i volební systém kantonů.

## Přímá demokracie

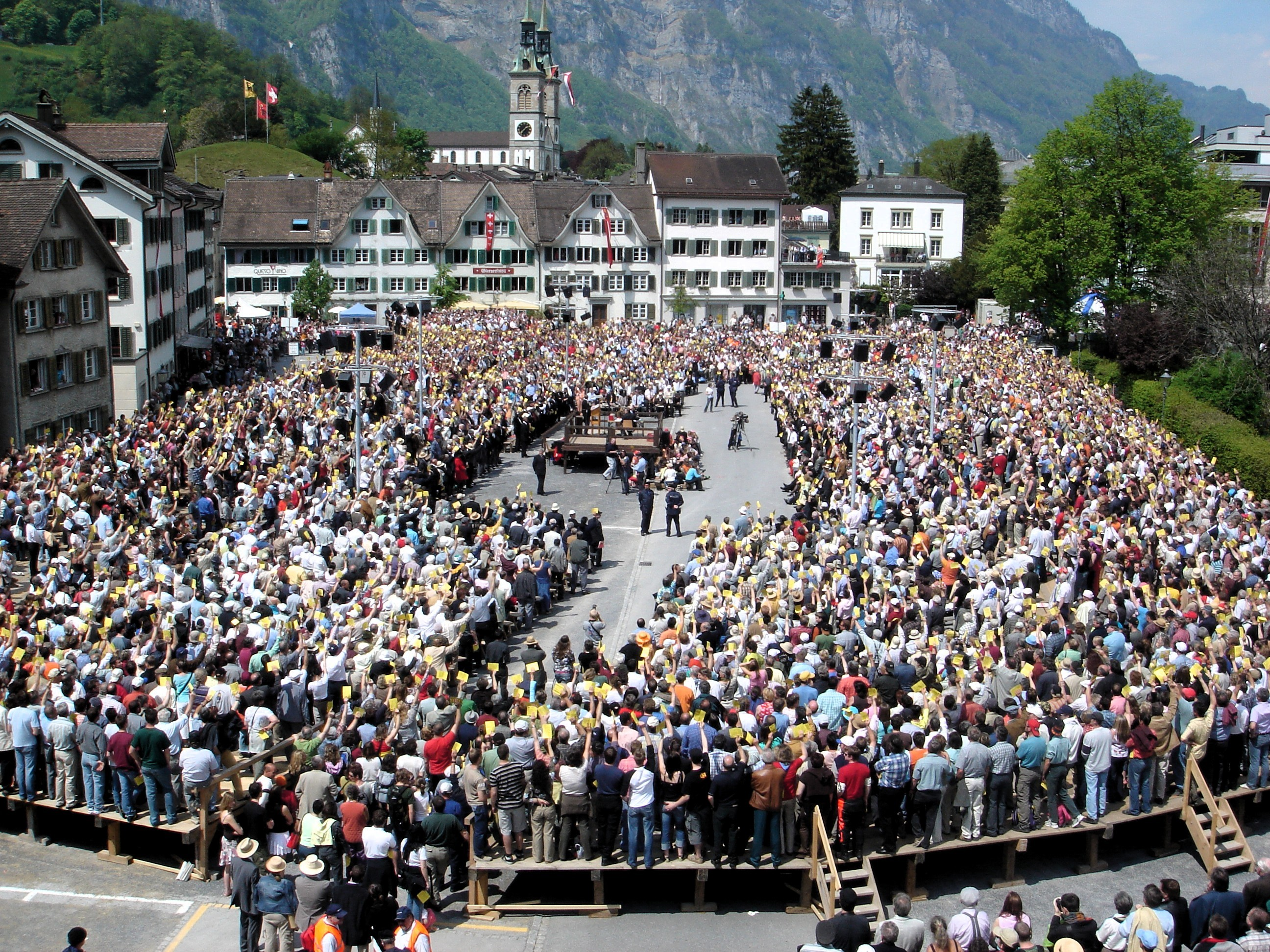
Lidové shromáždění voličů tzv. Landsgemeinde v kantonu Glarus

Kořeny přímé demokracie vyrůstají ze tří pilířů:
- ze středověké formy obecní samosprávy,

- z osvícenského vlivu francouzské revoluce,

- z liberálního hnutí první poloviny 19. století, které prodělalo rozmach v jedenácti kantonech s cílem ustanovit referendum a lidovou iniciativu na federální úrovni.

Itálie
Formy středověkých obecních shromáždění (vicini) byly různé. V italských společenstvích ve 12. století se jednalo o tzv. consilia, jejichž cílem bylo vytvořit zastupující orgán, kterému by bylo svěřeno právo rozhodování o věcech veřejných.
Švýcarsko
V prvních švýcarských kantonech – Landsgemeinden bylo zvyklostí pořádat shromáždění, která rozhodovala o obraně, přijímání nových členů atd. Výhradními členy byli jen muži s právem nosit zbraň. Na kantonální úrovni se dodnes konají v kantonech Appenzell Innerrhoden a Glarus, ale s jistým folklórním nádechem.

O několik staletí později se staly ideály francouzské revoluce (zejména modelem Direktoriátu) a používání ústavních referend v několika amerických státech zdrojem pro přijetí švýcarské ústavy z roku 1798. První federální referendum bylo uskutečněno v roce 1802 a jeho předmětem bylo právě schválení druhé švýcarské ústavy. Nová ústava byla přijata i přesto, že většina voličů se vyjádřila proti ní. Interpretace vítězné většiny se totiž opřela o tvrzení, že ti voliči, kteří se nezúčastnili hlasování, se vyjádřili pro přijetí návrhu. „Mlčící většina“ se tak ukázala být konstitučně relevantní.
V současnosti lze referenda rozdělit na federální, kantonální a místní. Jinou stratifikací je rozdělení na referenda obligatorní (závazná) a fakultativní (nezávazná), referendum o změně ústavy a referendum o přijetí zákona.

## Gradace institutů přímé demokracie
Ústava z roku 1848 obsahovala závaznost obligatorního (povinného) referenda o každé změně ústavy a od roku 1874 konání fakultativního (nezávazného, podpisy podmíněného) referenda při návrhu alespoň 30 000 občanů (od roku 1977 bylo kvórum zvýšeno na 50 000 občanů), nebo osmi kantonů. K rozšíření fakultativního referenda došlo v roce 1921, kdy mu musely být postoupeny všechny mezinárodní smlouvy na dobu neurčitou (od roku 1977 došlo k rozšíření i o jiné mezinárodní smlouvy). V roce 1949 bylo přijato, že fakultativní referendum se nadále může týkat všech usnesení Federálního shromáždění, avšak pokud takové usnesení deroguje ústavu, pak musí být do jednoho roku schváleno obligatorním referendem, jinak pozbývá účinnosti (příčinou tohoto opatření byla předválečná praxe, kdy se ústava měnila bez potvrzení v referendu).
Institut lidové iniciativy, kterým lze požadovat revizi federální ústavy po sebrání 50 000 podpisů (od roku 1977 100 000 podpisů), byl zaveden v roce 1891.
V kantonech existuje několik institutů přímé demokracie:
- Obligatorní referendum o změně ústavy
- Fakultativní referendum o přijetí zákona
- Lidová iniciativa o částečné revizi ústavy
- Fakultativní finanční referendum (v 19 kantonech je obligatorní, pokud navrhovaný kantonální rozpočet překračuje stanovenou hranici výdajů)
- Administrativní referendum
- Referendum o konvencích (týkající se smluv mezi kantony, v 9 kantonech obligatorní, v 7 fakultativní)
- Lidová iniciativa pro přijetí zákona
- Lidová iniciativa pro administrativní rozhodnutí

Výsledek referenda je vždy nejistý, takže o něm lze hovořit jako o limitujícím faktoru politické moci. Dále je projevem vyšší legitimity přijatého rozhodnutí a také je sjednocujícím prvkem politického systému, který sestává z rozdělených frakcí občanů právě tím, že se vyjadřují ke společným otázkám politiky.
Na druhé straně je referendum silným vetem nebo blokujícím faktorem občanů, tam kde již vyjádřily politické elity souhlas nebo konsenzus. Politická opozice, skrze fakultativní referendum, může znovunastolit jakoukoli ožehavou otázku a tím se stát iniciátorem nového kola jednání, která jsou uzavřena politickým kompromisem. Umění spoluvytvářet politické kompromisy je podstatou tzv. konkordanční demokracie, jejímž je Švýcarsko představitelem.
Samotné instituty lidové iniciativy jsou finančně nákladné, vyžadují dobrou přípravu a odbornost od občanů, kteří je iniciují. Návrh na referendum může být odložen např. z formálních či obsahových nedostatků. Do roku 1987 byly známé případy, kdy byl takový návrh odložen, aby následně v té samé podobě byl přijat příslušným (federálním) orgánem. Nyní již existují opatření, která tomu zabrání.
Pokud je koncept vzešlý z lidové iniciativy přijatý v referendu, tak následuje fáze, která má za úkol standardizovat návrh do podoby zákona. Tak např. v referendu konaném v roce 1994, které požadovalo přijetí zákona na ochranu alpské zóny proti negativním důsledkům tranzitní automobilové dopravy a aby bylo do deseti let po přijetí návrhu zboží přepravováno po železnici, se ukázaly problémy. I když byl návrh v referendu přijat, tak se následná normalizace do formy zákona musela zastavit, protože se ukázalo, že je Švýcarsko vázáno mezinárodními smlouvami o přepravě, které mají větší právní sílu než by měl koncipovaný zákon.
Lze říci, že návrh lidové iniciativy má na federální úrovni jen malou šanci na úspěch, mnohem větší naděje je však v kantonální sféře. Zajímavým zjištěním je, že fakultativní referenda využívají více pravicové strany a hnutí, lidové iniciativy naopak levicová uskupení a od 90. let 20. století i extrémní pravice.

## Výkonná moc
Individuální hlava státu neexistuje. Výkonným orgánem státní moci je Spolková rada, která v určených případech plní funkci hlavy státu.

### Spolková rada a funkce prezidenta
Spolková rada sestává ze sedmi členů volených na společném zasedání obou komor Federálního shromáždění, které představuje zákonodárný orgán federace. Funkční období členů Spolkové rady je stejné s délkou mandátu členů obou komor federálního parlamentu, a to 4 roky a všichni členové Spolkové rady obvykle bývají zároveň i členy parlamentu. Pokud nějaký člen Spolkové rady uvolní své místo, tak na dalším zasedání Federálního shromáždění je zvolen jeho nástupce. Žádný z kantonů nesmí mít ve Spolkové radě více než jednoho zástupce (na základě ústavní změny z roku 1931). Tradice, podle které měly v této radě pokaždé své zástupce kantony Bern, Curych a Vaud byla po druhé světové válce opuštěna, přesto je nadále zachována náboženská, jazyková a geografická vyváženost. Od roku 1959 do roku 2003 měla Spolková rada stále stejné složení čtyř politických stran, ve Švýcarsku nazývané kouzelná formule (formule magique, 2:2:2:1). 

Od roku 1998 je volen na jeden rok jeden z členů Spolkové rady do pozice prezidenta Spolkové rady (první byla žena). Prezident ani viceprezident (volený s prezidentem) nesmí být po ukončení ročního mandátu ihned znovuzvoleni. Spolková rada je kolektivním orgánem – prezident je vůči ostatním členům v pozici prvního mezi rovnými s výkonem čestných funkcí. Prezident nemá např. pravomoc rozpustit parlament, jmenovat členy vlády atd.

Sedm členů Spolkové rady stojí v čele ministerstev: ministerstvo zahraničních věcí, ministerstvo vnitra, spravedlnosti a policie, ministerstvo obrany, ochrany obyvatelstva a sportu, ministerstvo financí, ministerstvo hospodářství, ministerstvo životního prostředí, dopravy, energetiky a spojů.
Spolková rada zastává funkce federální vlády a současně hlavy státu (reprezentuje stát navenek), dále rozhoduje spory v oblasti rozhodnutí ministerstev a kantonů, garantuje dodržování ústav kantonů, a zkoumá kantonální legislativní agendu. Přestože je odpovědná za armádu (velí jí v době války), tak nemá pravomoc udržovat stálou armádu, která má neprofesionální charakter.

Společným institucionálním prvkem vlády a parlamentu je Federální kancléřství v čele s kancléřem, kterého volí na čtyři roky federální shromáždění. Ten řídí společný sekretariát Spolkové rady a Federálního shromáždění a podléhá instrukcím Spolkové rady.
Vzájemné vztahy rady a shromáždění jsou ve Švýcarsku zcela specifické. Někteří politologové se domnívají, že se jedná o hybridní politický systém kombinující prezidentské prvky s prvky parlamentního systému. Jiní hovoří o systému direktoriální vlády, který má původ ve francouzském Direktoriu z konce 18. století. Dalšími označeními jsou vláda shromáždění nebo vláda konventu. Nejdůležitější charakteristikou takového systému je to, že ačkoli je vláda přímo volená orgánem zákonodárné moci – a je na něm závislá, tak i přesto má lepší postavení než vláda v čistě parlamentním systému. „Výhodnost“ je dána tím, že vláda není politicky odpovědná parlamentu a nemůže být odvolána v průběhu funkčního období. Spolková rada musí Federálnímu shromáždění předkládat roční zprávu, je podrobená jeho kontrole a právě na něm zakládá svou legitimitu. Švýcarská reálná praxe však znamenala ještě větší zisk moci vlády na parlamentu, než se dá předpokládat z ústavy.
Faktory vedoucí k tomuto stavu jsou:
- Velmi krátká zasedání parlamentu (ne delší než 2–3 měsíce za rok), tzn. že nezasedá kontinuálně.
- Vláda je i přes stejnou délku mandátu, jakou má parlament, stabilnějším orgánem (průměrná doba, kterou člen vlády stráví v tomto orgánu je 11 let).

- Vláda má zákonodárnou iniciativu (což nebylo typické pro vlády konventu).

## Zákonodárná moc
Zákonodárnou moc ve Švýcarsku vykonává dvoukomorové Federální shromáždění. Z ústavy vyplývá, že se jedná o vrcholný zákonodárný orgán limitovaný právy lidu a kantonů.

### Národní rada (Nationalrat / Conseil national / Consiglio nazionale)
Národní rada je komorou, která je složená z 200 poslanců, kteří reprezentují občany jakožto obyvatele celé země bez ohledu na kantonální příslušnost. Od roku 1919 je volena na základě proporčního volebního systému  (do té doby byla volena většinovým systémem).

### Rada kantonů (Ständerat / Conseil des États / Consiglio degli Stati)
(Někteří čeští autoři užívají překladu: Rada států nebo Rada stavů.)
Rada kantonů je komorou, která má celkově 46 poslanců, kteří zastupují občany jakožto obyvatele kantonů na federální úrovni. Každý kanton deleguje 2 poslance a každý polokanton (Appenzell Ausserrhoden, Appenzell Innerrhoden, Basel-Stadt, Basel-Landschaft, Obwalden, Nidwalden) jednoho poslance. Z toho vyplývá, že 20 kantonů zastupuje 40 poslanců a 6 polokantonů deleguje 6 poslanců, celkově 46 poslanců.
Rada kantonů je volena různým volebním systémem podle rozdílných kantonálních ústav a zákonů. Takže někde je volba uskutečněná většinovým systémem ve všeobecných volbách, jinde se jedná o volbu nepřímou kantonálními parlamenty, v některých polokantonech se generují poslanci na shromáždění voličů. Do Rady kantonů se používá většinový volební systém, až na kanton Jura, kde se volí poměrně. Zvolení poslanci mají v této komoře různou délku mandátu podle kantonů, což způsobuje asymetričnost politických stran v parlamentu.
Obě komory Federálního shromáždění jsou rovnoprávné ohledně přijímání zákonů, kdy k jejich schválení je nutný souhlas obou komor (nepoužívá se tedy termín dolní a horní komora). Takový bikameralismus je označován jako perfektní bikameralismus. Obě komory na společné schůzi volí členy Spolkové rady, kancléře (kon)federace, federální soudce a ve válečném stavu generála.
Výkon funkce poslance není brán jako povolání a komory nezasedají kontinuálně, schází se 4x ročně k řádným zasedáním trvajícím 3 týdny. Přesto z hlediska míry aktivity a participace lze zastupitele rozdělit do tří skupin na amatéry, poloprofesionály a profesionály  

Federální shromáždění ve své agendě naráží na limity, které jsou nastaveny instituty přímé demokracie. Proto je velmi významná „předparlamentní“ fáze projednávání návrhů zákonů. Pozice politických stran je v parlamentu oslabena a poslanci mají ve srovnání s ostatními zákonodárnými sbory větší míru autonomie.

## Nástroje přímé demokracie na federální úrovni
| Druh institutu                                                     | Rok zavedení | Navrhovatel    | Předmět                     | Požadovaná většina            |
| Obligatorní referendum o částečné revizi ústavy                    | 1848         | X              | ústavní dodatek             | kvalifikovaná lidem i kantony |
| Obligatorní referendum o celkové revizi ústavy                     | 1848         | X              | ústava                      | kvalifikovaná lidem i kantony |
| Lidová iniciativa za celkovou revizi ústavy                        | 1848         | 100 000 voličů | ústavní principy            | prostá bez kantonů            |
| Fakultativní referendum o zákonu                                   | 1874         | 50 000 voličů  | federální zákon či nařízení | prostá bez kantonů            |
| Lidová iniciativa za částečnou revizi ústavy s přesným zněním      | 1891         | 100 000 voličů | ústavní dodatek             | kvalifikovaná lidem i kantony |
| Lidová iniciativa za částečnou revizi ústavy v obecných principech | 1891         | 100 000 voličů | ústavní princip             | prostá bez kantonů            |
| Protinávrh k lidové iniciativě                                     | 1891         | Parlament      | ústavní dodatek             | kvalifikovaná lidem i kantony |
| Fakultativní referendum o mezinárodních smlouvách                  | 1921         | 50 000 voličů  | mezinárodní smlouva         | prostá bez kantonů            |
| Obligatorní referendum o naléhavém opatření                        | 1949         | X              | Naléhavé opatření           | kvalifikovaná lidem i kantony |
| Fakultativní referendum o naléhavém opatření                       | 1949         | 50 000 voličů  | naléhavé opatření           | prostá bez kantonů            |
| Obligatorní referendum o některých mezinárodních smlouvách         | 1977         | X              | mezinárodní smlouva         | kvalifikovaná lidem i kantony |